# 清水リース&カード
清水リース&カード株式会社（しみずリースアンドカード、The Shimizu Lease & Card Co.,Ltd.）は清水銀行の連結子会社であり、MUFGカードとジェーシービーのフランチャイジーである同行の顧客基盤を基に主に静岡県内でMUFGカードの発行、加盟店の獲得、カーリースを始めとした各種機器のリースを行っている。
2013年4月1日に清水総合リースを清水カードサービスが吸収合併し、清水リース&カード株式会社に商号変更した。

## 歴史
1999年4月14日、清水銀行の関連会社としてに清水ミリオンカード株式会社が設立された。資本金は3,000万円。
2010年1月1日に清水ジェーシービーカードと合併し、清水カードサービス株式会社に社名を変更した。
2013年4月1日に清水総合リースを吸収合併し、清水リース&カード株式会社に商号を変更した。

### 清水ジェーシービーカード
1999年4月14日に清水ジェーシービーカード株式会社が設立された。

### 清水総合リース
清水銀行関連会社として1975年12月1日に清水総合リース株式会社が設立された。資本金は3,000万円。
カーリース業務は、1987年から行っている。